# ラズロ・ベネディク
ラズロ・ベネディク（László Benedek, 1905年3月5日 - 1992年3月11日）は、ハンガリー出身の映画監督である。ハンガリー語名はベネデク・ラースロー (Benedek László [ˈbɛnɛdɛkˌlɑ̈ːsloː]）。

## 生涯
ブダペストで生まれ、第二次世界大戦まではハンガリーの映画界で脚本家・編集技師として働く。ユダヤ系だったベネディクはルイス・B・メイヤーの助けで亡命し、ハリウッドでの活動を開始した。
1951年の『セールスマンの死』でゴールデングローブ賞監督賞を受賞し、全米監督協会賞にもノミネートされた。
1953年の監督映画『乱暴者』は論争を引き起こし、イギリスでは1968年まで上映禁止となった。
ベネディックは複数の言語を話すことができ、ドイツで『戦場の叫び』（1955年）、フランスで『Recours en grâce』（1960年）を監督している。また、『Perry Mason』などのテレビシリーズにも携わっている。
1992年にニューヨークブロンクス区で亡くなった。

## フィルモグラフィ
- Song of Russia (1944) 監督
- The Kissing Bandit (1948) 監督
- ニューヨーク港 Port of New York (1949) 監督
- セールスマンの死 Death of a Salesman (1951) 監督
- 乱暴者 The Wild One (1953) 監督
- 進め!ベンガル連隊 Bengal Brigade (1954) 監督
- 戦場の叫び Children, Mother, and the General (1955) 監督・脚本
- Recours en grâce (1960) 監督・脚本
- Malaga (1960) 監督
- 殺人鯨ナム Namu, the Killer Whale (1966) 監督・製作
- 海底大脱走 Daring Game (1968) 監督
- ナイトビジター The Night Visitor (1971) 監督
- Assault on Agathon (1975) 監督

## 受賞歴
| 賞                     | 年     | 部門       | 作品名               | 結果       |
| ---------------------- | ------ | ---------- | -------------------- | ---------- |
| ゴールデングローブ賞   | 1951年 | 監督賞     | 『セールスマンの死』 | 受賞       |
| 全米監督協会賞         | 1951年 | 映画監督賞 | 『セールスマンの死』 | ノミネート |
| ヴェネツィア国際映画祭 | 1952年 | 金獅子賞   | 『セールスマンの死』 | ノミネート |